# Старинные университеты
Старинный университет (англ. Ancient university) — термин, традиционно обозначающий шесть университетов на территории Великобритании и один — в Ирландии, возникших в Средние века или в эпоху Возрождения и существующих до настоящего времени. Эти университеты относятся к старейшим из существующих в настоящее время.
| Год основания | Страна основания      | Современное местонахождение            | Название                    | Примечания |
| ------------- | --------------------- | -------------------------------------- | --------------------------- | --- |
| 1096          | Королевство Англия    | Оксфорд, Англия, Великобритания        | Оксфордский университет     | Точная дата учреждения неизвестна, преподавание ведётся с 1117 г. (приостанавливалось в 1209 г. (из-за казни двух студентов) и в 1355 г. (из-за погрома в день Святой Схоластики)). |
| 1209          | Королевство Англия    | Кембридж, Англия, Великобритания       | Кембриджский университет    | Основан выходцами из Оксфорда в результате конфликта интересов. |
| 1410          | Королевство Шотландия | Сент-Эндрюс, Шотландия, Великобритания | Сент-Эндрюсский университет | Учреждён папской буллой |
| 1451          | Королевство Шотландия | Глазго, Шотландия, Великобритания      | Университет Глазго          | Учреждён папской буллой |
| 1495          | Королевство Шотландия | Абердин, Шотландия, Великобритания     | Университет Абердина        | Абердинский королевский колледж был основан в 1495 г., а Колледж Маришаля — в 1593 г.; они объединились в 1860 г.                                                                   |
| 1582          | Королевство Шотландия | Эдинбург, Шотландия, Великобритания    | Эдинбургский университет    | |
| 1592          | Королевство Ирландия  | Дублин, Республика Ирландия.           | Дублинский университет      | Тринити-колледж — единственный колледж, образующий университет. |

Структура и философия управления данных университетов существенно отличается от более поздних. Свои особенности есть у «старинных университетов» Шотландии.
Помимо перечисленных выше университетов, в указанный период существовало ещё несколько, в том числе недолговечный Университет Нортгемптона (1261—1265) и предшественники Абердинского университета, основанные в 1495 и 1593 гг. соответственно.
Эти университеты часто управляются совершенно иначе, чем более поздние фонды. Древние университеты Шотландии также имеют несколько отличительных особенностей и регулируются договоренностями, установленными Законами об университетах (Шотландия). В дополнение к этим университетам в этот период были основаны некоторые ныне несуществующие учреждения, в том числе Нортгемптонский университет (1261—1265), университет или колледж во Фрейзерборо, Абердиншир (1592—1605) и колледж в Дареме (1657—1660), основанный при Оливере Кромвеле, для которого был составлен устав как университет при Ричарде Кромвеле, но никогда не был запечатан.

## Степень магистра искусств
Древние университеты отличаются присуждением Magister Artium / Master of Arts (MA) в качестве академической степени бакалавра. Это широко известно как Oxbridge MA, Trinity MA (Дублин) или scottish MA.
Древние университеты в Шотландии присуждают степень магистра по окончании с отличием и итоговую оценку; Напротив, древние университеты в Англии и Ирландии присуждают степень магистра исключительно после периода хорошей репутации после окончания бакалавриата искусств, обычно около трех лет.
Поскольку они присуждают степень магистра в качестве степени бакалавра искусств, древние университеты присуждают различные звания для своих последипломных магистерских степеней в области искусств и гуманитарных наук, таких как преподаваемый магистр письма («MLitt (T)»).

## Довикторианские университеты XIX века
Вплоть до XIX века на территории Англии новые университеты не открывались. В начале XIX века появилось несколько новых университетов:
- Уэльский университет в Лампетере — основан в 1822 г. (королевская хартия 1828 г.),
- Университетский колледж Лондона — в 1826 г.,
- Королевский колледж Лондона — в 1829 г. (оба указанных колледжа получили королевские хартии и вошли в состав Лондонского университета в 1836 г.), и
- Даремский университет — в 1832 г. (королевская хартия 1837 г.).

Возникшие позднее, в конце XIX века «краснокирпичные университеты» были основаны на иных принципах. Они представляли собой не элитные коллегии студентов с упором на общеобразовательные дисциплины и религию, а учебные заведения с ярко выраженной естественнонаучной и прикладной направленностью. За ними последовали новые волны создания университетов («университеты из листового стекла» в 1960-е гг. и «новые университеты» после 1992 г.).